# Sádočné
Sádočné (em húngaro: Szádecsne) é um município da Eslováquia, situado no distrito de Považská Bystrica, na região de Trenčín. Tem 7,51 km² de área e sua população em 2018 foi estimada em 160 habitantes.

## Demografia
| Ano:        | 1994 | 2004    | 2014   | 2024   |
| ----------- | ---- | ------- | ------ | ------ |
| Broj ljudi: | 181  | 161     | 165    | 158    |
| Razlika:    |      | -11,04% | +2,48% | -4,24% |

| Ano:               | 2023 | 2024   |
| ------------------ | ---- | ------ |
| Número de pessoas: | 159  | 158    |
| Diferença:         |      | -0,62% |